# Fressingfield
Fressingfield is een civil parish in het bestuurlijke gebied Mid Suffolk, in het Engelse graafschap Suffolk.
William Sancroft, aartsbisschop van Canterbury van 1677 tot 1690, werd er in 1617 geboren en overleed er in 1693.